# Fabinho (ur. 1982)
Fabinho, właśc. Fabio de Matos Pereira (ur. 26 lutego 1982 w Rio de Janeiro) – brazylijski piłkarz występujący na pozycji pomocnika.

## Kariera piłkarska

### Kariera klubowa
W 8 lat rozpoczął naukę w Akademii Piłkarskiej. W wieku 16 lat zaproszony do Friburguense. W 2003 rozpoczął karierę piłkarską w Athletico Paranaense, w którym występował przez 4 lata. W 2004 bronił barw klubu Paysandu SC, a w 2005 Tiradentes Teresina. W 2006 został zaproszony do cypryjskiego klubu Anorthosis Famagusta. Po dwóch sezonach przyszli zaproszenia z innych klubów. Fabihno wybrał rumuński FC Brașov. W lipcu 2008 za 300 tys. euro został kupiony do Metałurha Donieck, podpisując 3-letni kontrakt z klubem. W czerwcu 2010 przeszedł do cypryjskiego klubu Ermis Aradipu.

### Sukcesy
- mistrz Cypru: 2008
- zdobywca Pucharu Cypru: 2007
- zdobywca Superpucharu Cypru: 2007
- finalista Pucharu Ukrainy: 2010